# Maestro dell'Osservanza
Il Maestro dell'Osservanza (fl. XV secolo) è stato un pittore e miniatore italiano di scuola senese attivo tra il 1425 e il 1450.

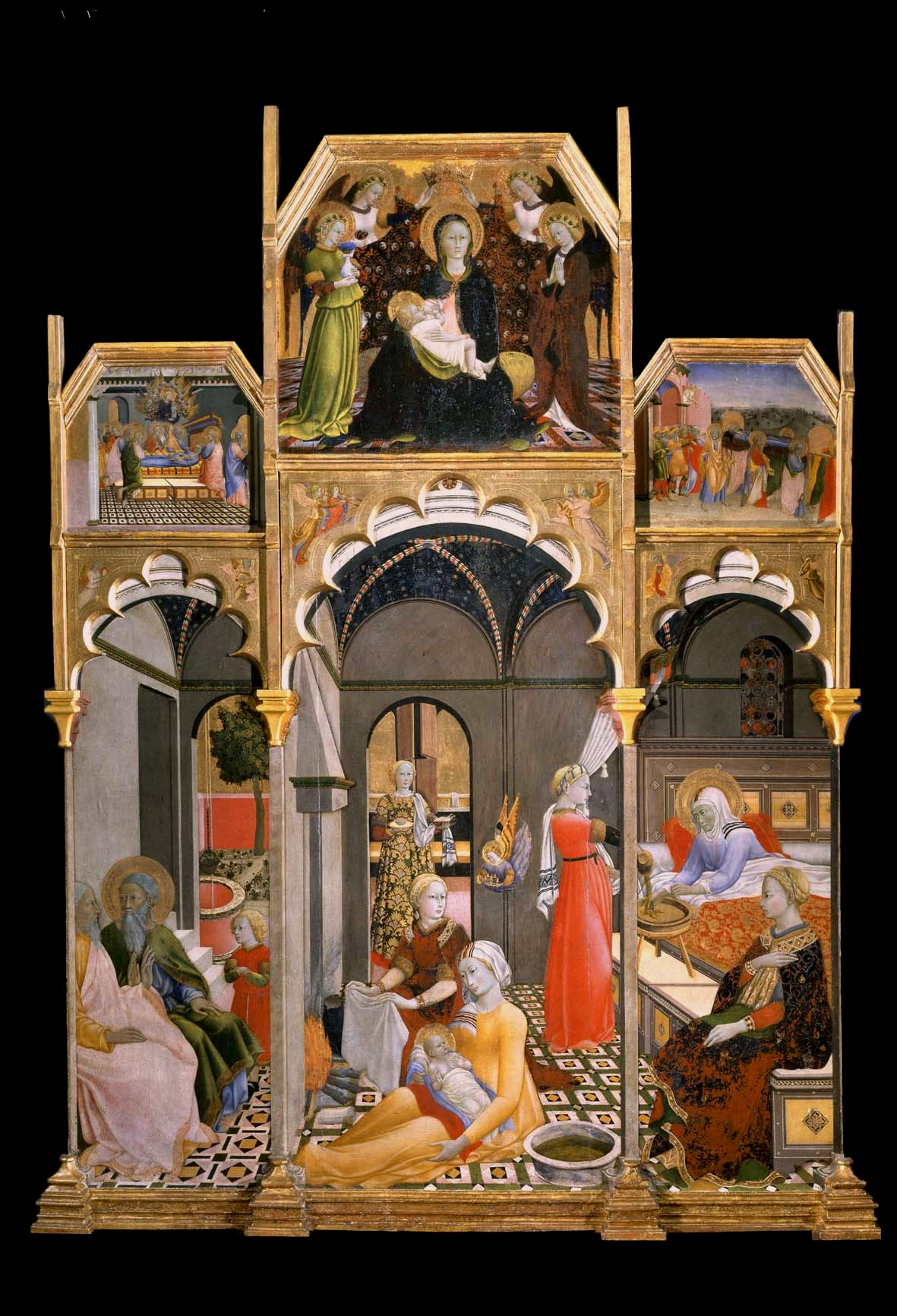
Natività della Vergine

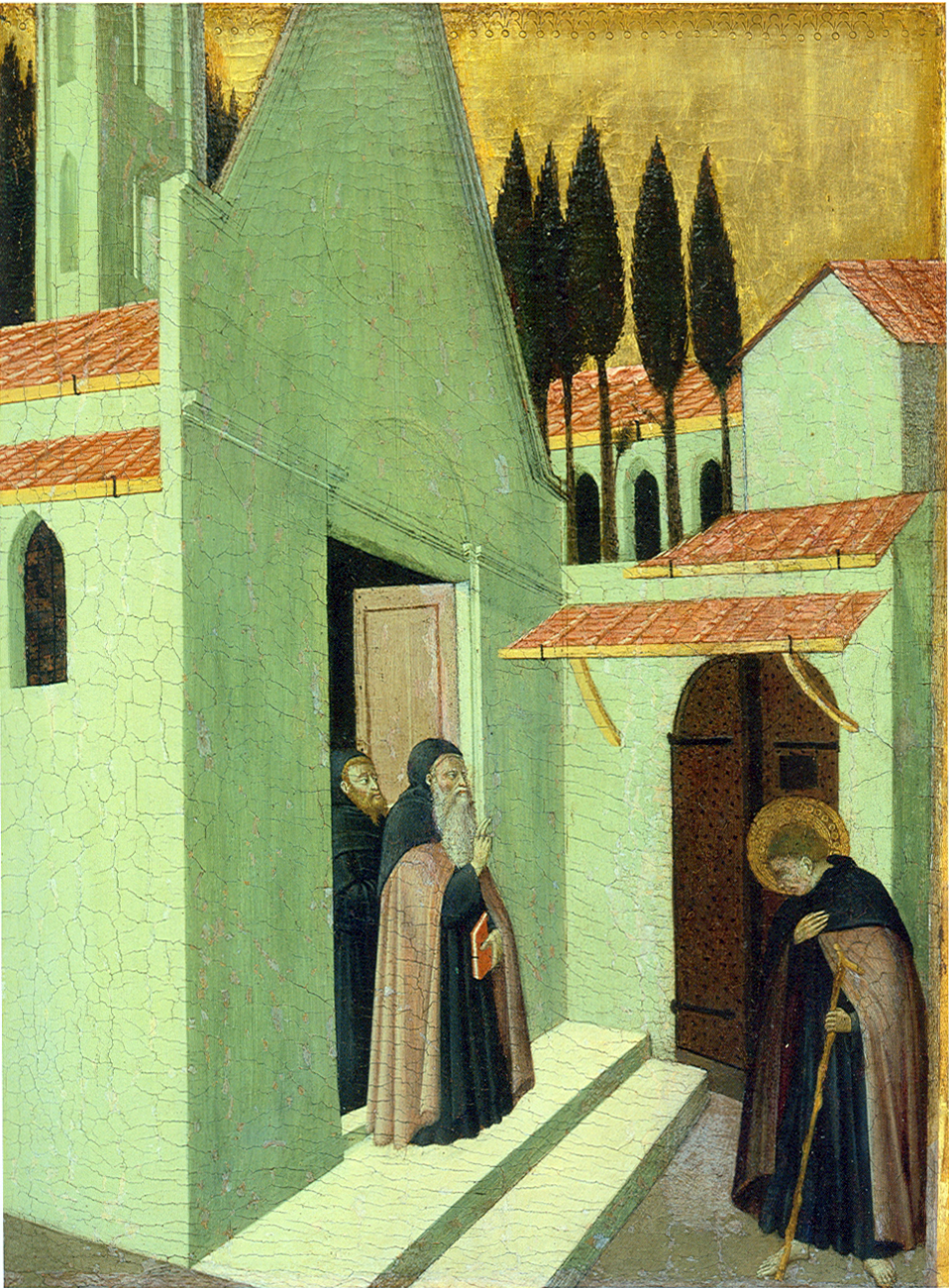
Sant'Antonio abbandona il suo monastero

Dopo decenni di incertezze, un documento l'ha finalmente identificato col giovane Sano di Pietro. 
Il nome convenzionale deriva da una Madonna con Bambino tra i santi Ambrogio e Gerolamo nella basilica dell'Osservanza a Siena. Tra i nomi storicamente avanzati, oltre al giovane Sano di Pietro, si erano proposti Francesco di Bartolomeo Alfei, o un tale Vico di Luca, aiutante del Sassetta nella produzione di stendardi per il duomo di Siena, senza però raggiungere un sostanziale accordo tra gli studiosi.
Fu uno dei protagonisti della pittura quattrocentesca a Siena, assieme al Sassetta col quale condivide molti dettagli stilistici. Le incertezze sul nome di Sano di Pietro erano soprattutto legate alla qualità leggermente superiore rispetto alla produzione accertata dell'artista: in gioventù visse dunque una fase particolarmente proficua per inventiva, uso del disegno e del colore, per poi assestarsi in maturità a forme via via più convenzionali e ripetitive.

## Opere
- Trittico della Madonna con Bambino e i santi Ambrogio e Gerolamo, Siena, basilica dell'Osservanza
- San Giorgio e il drago, dipinto per la chiesa di San Cristoforo, Siena, Museo Diocesano d'Arte sacra
- Sepoltura di santa Monica e partenza di sant'Agostino dall'Africa, 1430 circa, Cambridge, Fitzwilliam Museum
- Trittico dell'Adorazione dei pastori, El Paso Museum of Art
- Otto tavole con Storie di Sant'Antonio Abate, 1435-1440 circa
  - Sant'Antonio a messa dedica la sua vita a Dio, Berlino, Staatliche Museen
  - Sant'Antonio distribuisce le sue ricchezze ai poveri, Washington, National Gallery of Art
  - Sant'Antonio abbandona il suo monastero, Washington, National Gallery of Art
  - Sant'Antonio va alla ricerca di san Paolo eremita, Washington, National Gallery of Art
  - Sant'Antonio tentato da un mucchio d'oro, New York, Metropolitan Museum
  - Sant'Antonio tentato dal diavolo in forma di donna, New Haven, Yale University Art Gallery
  - Morte di sant'Antonio, Washington, National Gallery of Art
- Natività della Vergine, 1438-1439 circa, Asciano, Museo di palazzo Corboli
- Madonna col Bambino e due cherubini, 1440-1445 circa, New York, Metropolitan Museum
- Flagellazione di Cristo, 1445 circa, Roma, Pinacoteca Vaticana
- Andata al Calvario, 1445 circa, Filadelfia, Philadelphia Museum of Art
- Discesa al Limbo, 1445 circa, Cambridge, Fogg Art Museum
- Resurrezione, 1445 circa, Detroit, Detroit Institute of Arts
- Capitale E, frammento di pagina miniata, New York, Metropolitan Museum
- Redentore, 1450 circa, Venezia, Fondazione Giorgio Cini